# لاپلند شمالی
لاپلند شمالی زیرمجموعه‌ای از لاپلند فنلاند و یکی از ناحیه‌ها در فنلاند از سال ۲۰۰۹ است. این بزرگ‌ترین و کم جمعیت‌ترین ناحیه فنلاند است.

## شهرداری‌ها
| نشان ملی           | شهرداری             |
| ------------------ | ------------------- |
| Inarin vaakuna     | ایناری (شهرداری)    |
| Sodankylän vaakuna | سودانکیلا (شهرداری) |
| Utsjoen vaakuna    | اوتسجوکی (شهرداری)  |
|                    |                     |